# Joseph Smith (padre)

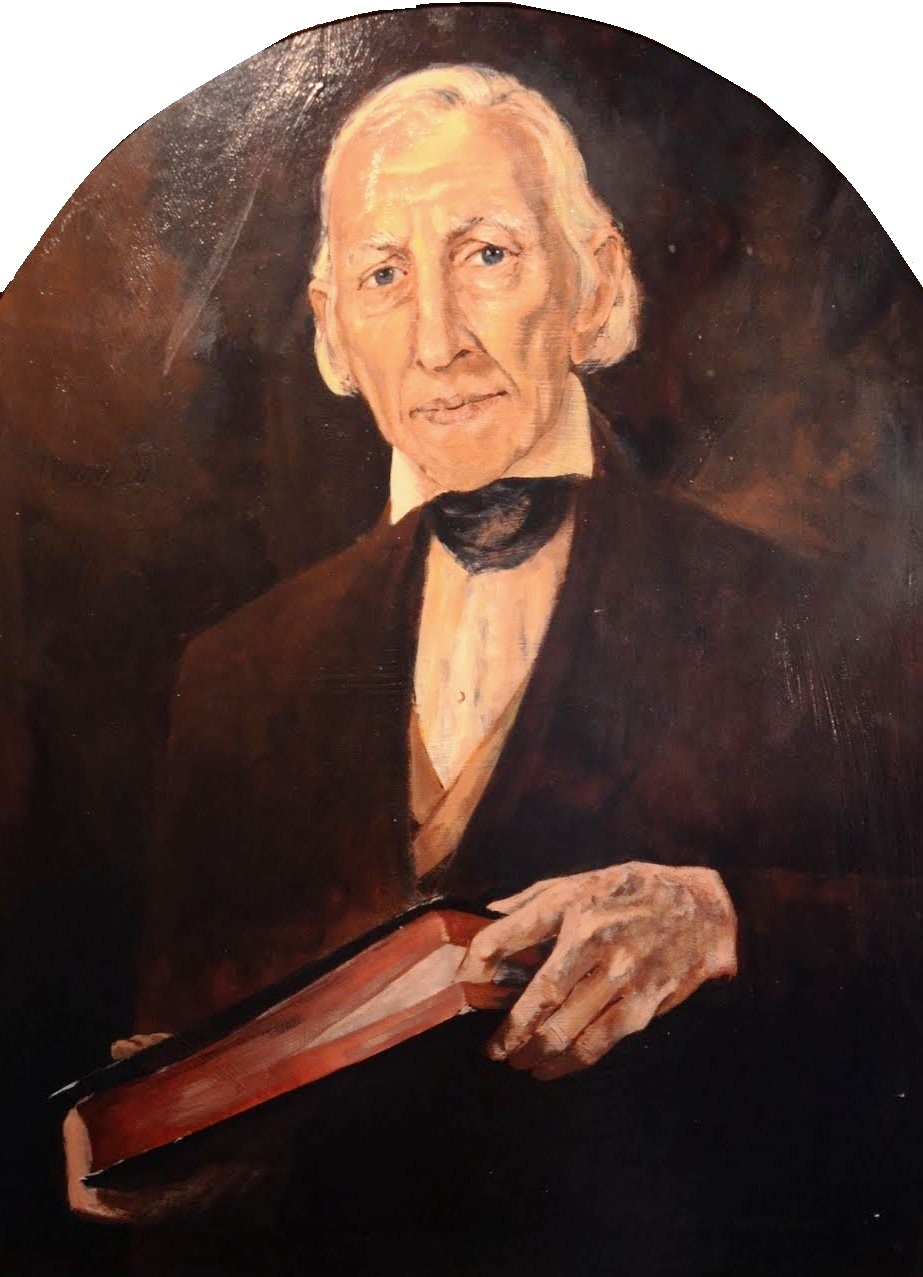
Retrato de Joseph Smith, de autor desconocido, anterior a la muerte de su esposa el 14 de mayo de 1856.

Joseph Smith, Sr. (Topsfield, Massachusetts; 12 de julio de 1771-Nauvoo, Illinois, 14 de septiembre de 1840) fue un misionero estadounidense, el padre de Joseph Smith, fundador de La Iglesia de Jesucristo de los Santos de los Últimos Días y cuya vida y obra dieron origen al Movimiento de los Santos de los Últimos Días, también conocido como mormonismo. Fue uno de los Ocho Testigos del Libro de Mormón, primer Patriarca Presidente de La Iglesia de Jesucristo de los Santos de los Últimos Días, miembro de la Primera Presidencia de la misma y Maestro Masón de la Logia Ontario Nº 23 de Canandaigua, en el estado de Nueva York.[cita requerida]

## Primeros años
Hijo de Ásael Smith y Mary Duty. Se casó con Lucy Mack en Tunbridge, Vermont, el 26 de enero de 1795, con quien tuvo once hijos: una chica sin nombre, Alvin, Hyrum, Sophronia, Joseph, Samuel, Ephraim, William B., Catherine, Don Carlos y Lucy.[cita requerida]
Se sabe que la familia vino de Inglaterra siendo escoceses de origen, alrededor del año 1638 con Robert Smith, quien desembarcó en Boston Estado de Massachusetts, trasladándose luego a Rowley, Condado de Essex, hoy Boxford. Contrajo matrimonio con Mary French y fueron padres de 10 hijos. Los descendientes se establecerían en Topsfield. El abuelo de José Smith (hijo), Ásael Smith, en una ocasión profetizó: 
En 1824 empezaron a circular rumores de que el cuerpo de Alvin había sido sacado de su tumba y se había disecado. Para desmentir los rumores, entre septiembre y noviembre de 1824, publicó una noticia en el periódico local en la que se decía que él y sus vecinos habían exhumado el cadáver y habían encontrado el cuerpo de Alvin inalterado. (Wayne Sentinel, 25 de septiembre de 1824).
A pesar de ser un hombre espiritual, Smith mostró poco interés por la religión organizada y se contuvo para permitir el control de su esposa sobre la educación religiosa de sus hijos. Esta indiferencia molestó mucho a Lucy. Después de mucho orar, dijo que había recibido un testigo divino que decía que su marido aceptaría algún día el puro y sin mancha Evangelio del Hijo de Dios (Smith, 56).
Smith indicó que tuvo sueños visionarios con alto contenido simbólico, obviamente relacionado con su ambivalencia en cuanto a la fe religiosa y, a veces, presagiaban eventos futuros. Estos sueños continuaron después de que su familia se mudara a Palmyra, en el estado de Nueva York, hasta que tuvo siete en total, Lucy recordaba cinco lo suficientemente bien como para describirlos con detalles. (Smith).

## Libro de Mormón
A finales de la década de 1820, el hijo de Smith, Joseph Smith, Jr., empezó a hablar a su familia sobre las planchas de oro, las cuales contenían un registro de unos antiguos habitantes de las Américas. En septiembre de 1827, Joseph Smith Jr. dijo que había obtenido las planchas, las cuales Joseph Sr testificó tocar y levantar envueltas en tela. En los años siguientes, Joseph Smith afirmó traducir las planchas al inglés usando el Urim y Tumim, un dispositivo sagrado que le dio un ángel del Señor. Cuando el trabajo estaba ya casi acabado, Joseph Sr., y otros siete hombres, firmaron juntos una declaración, testificando que todos habían levantado las planchas y visto los grabados en ellas. Conocido como el Testimonio de Ocho Testigos, esta declaración fue publicada con la primera edición del Libro de Mormón y formó parte de las siguientes ediciones del libro.
Joseph Smith Sr. fue bautizado como uno de los seis miembros fundadores, cuando la Iglesia de Jesucristo de los Santos de los Últimos Días (llamada Iglesia de Cristo hasta 1838) se organizó el 6 de abril de 1830. Cuando Joseph Smith Jr. vio a Joseph Sr. salir del agua, se dice que lloró diciendo ¡Oh! Dios Mío. He vivido para ver a mi propio padre bautizado en la verdadera iglesia de Jesucristo! (Bushman, 110)

## Patriarca presidente

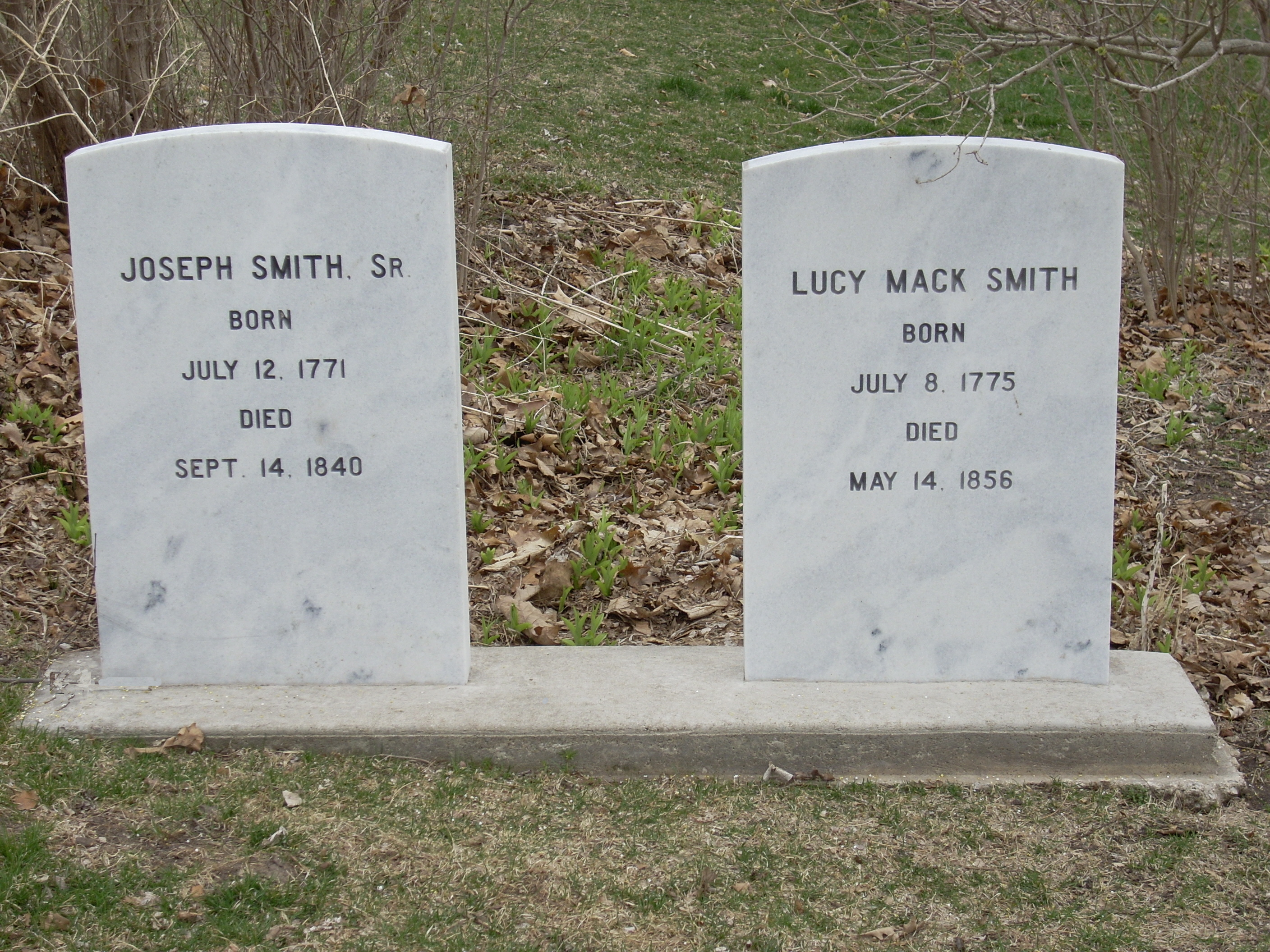
Lápida de Joseph Smith Sr. y Lucy Mack Smith.

En enero de 1831, Joseph Smith Sr. y su familia se movieron a los cuarteles generales de la Iglesia en Kirtland, Ohio. Se le pidió ser el primer patriarca presidente el 18 de diciembre de 1833.
Como parte de su nuevo papel, Joseph Sr. presidió en las reuniones del consejo, ordenó otros patriarcas y administró bendiciones patriarcales.
El 3 de septiembre de 1837, fue hecho consejero asistente en la Primera Presidencia de la iglesia.